# Mika Nurmela
Mika Nurmela (Oulu, Finlandia, 26 de diciembre de 1971) es un exfutbolista finlandés, quien se desempeñó como centrocampista y finalizó su carrera en el AC Oulu, equipo de su ciudad natal.

## Selección nacional
Fue internacional con la selección de fútbol de Finlandia, por la que jugó 71 partidos internacionales y anotó 5 goles.

## Clubes
| Club              | País         | Año         |
| ----------------- | ------------ | ----------- |
| FC Haka           | Finlandia    | 1991 - 1992 |
| Malmö FF          | Suecia       | 1993 - 1994 |
| Turku Palloseura  | Finlandia    | 1994        |
| Malmö FF          | Suecia       | 1994 - 1995 |
| FC Emmen          | Países Bajos | 1995 - 1999 |
| SC Heerenveen     | Países Bajos | 1999 - 2003 |
| FC Kaiserslautern | Alemania     | 2003 - 2005 |
| HJK Helsinki      | Finlandia    | 2005        |
| Heracles Almelo   | Países Bajos | 2005 - 2006 |
| AC Oulu           | Finlandia    | 2006        |
| HJK Helsinki      | Finlandia    | 2006 - 2007 |
| RoPS              | Finlandia    | 2008        |
| AC Oulu           | Finlandia    | 2009 - 2015 |